# Omroep ZWART
Omroep ZWART is een Nederlandse publieke omroepvereniging die sinds 2022 officieel deel uitmaakt van het Nederlandse publieke omroepbestel. De omroep werd in 2020 opgericht door Akwasi Ansah en Gianni Lieuw-A-Soe, met als doel een stem te geven aan ondervertegenwoordigde groepen in de Nederlandse media. Omroep ZWART biedt een gevarieerd aanbod van programma's, radioshows, documentaires en muziek- en cultuuruitzendingen, waarbij er bewust wordt gekozen voor een diversiteit aan stemmen en perspectieven.

## Oprichting en erkenning
Omroep ZWART werd in 2020 opgericht als reactie op de beperkte representatie van gemarginaliseerde en minderheidsgroepen in de traditionele Nederlandse media, zowel voor als achter de camera. Het initiatief kwam in een bijzonder tumultueus jaar, waarin de wereld werd geconfronteerd met de coronapandemie en de wereldwijde Black Lives Matter-beweging (BLM) massale aandacht kreeg. Ondanks dat het idee voor een nieuwe omroep al sinds 2010 in de maak was, dienden deze gebeurtenissen voor initiatiefnemers Akwasi Ansah en Gianni Lieuw-A-Soe als een belangrijk voetstuk voor het opzetten van een nieuwe publieke omroep die een platform zou bieden voor onderbelichte verhalen en de diversiteit van de maatschappij beter zou weerspiegelen.
De lancering van Omroep ZWART werd ondersteund door de 'Wakker?' campagne, die op Instagram werd gelanceerd met als doel 50.000 betalende leden te verkrijgen voor het eind van dat jaar. Op 22 september 2020 riepen 500 Bn'ers hun volgers op om lid te worden van de omroep door middel van een close-up foto met de gele letters en de tekst “Wakker? Word lid.” Artiesten, schrijvers, acteurs, publieke figuren, maar ook grote merken en bedrijven deden mee aan de online campagne en hun boodschap werd verder gedeeld.

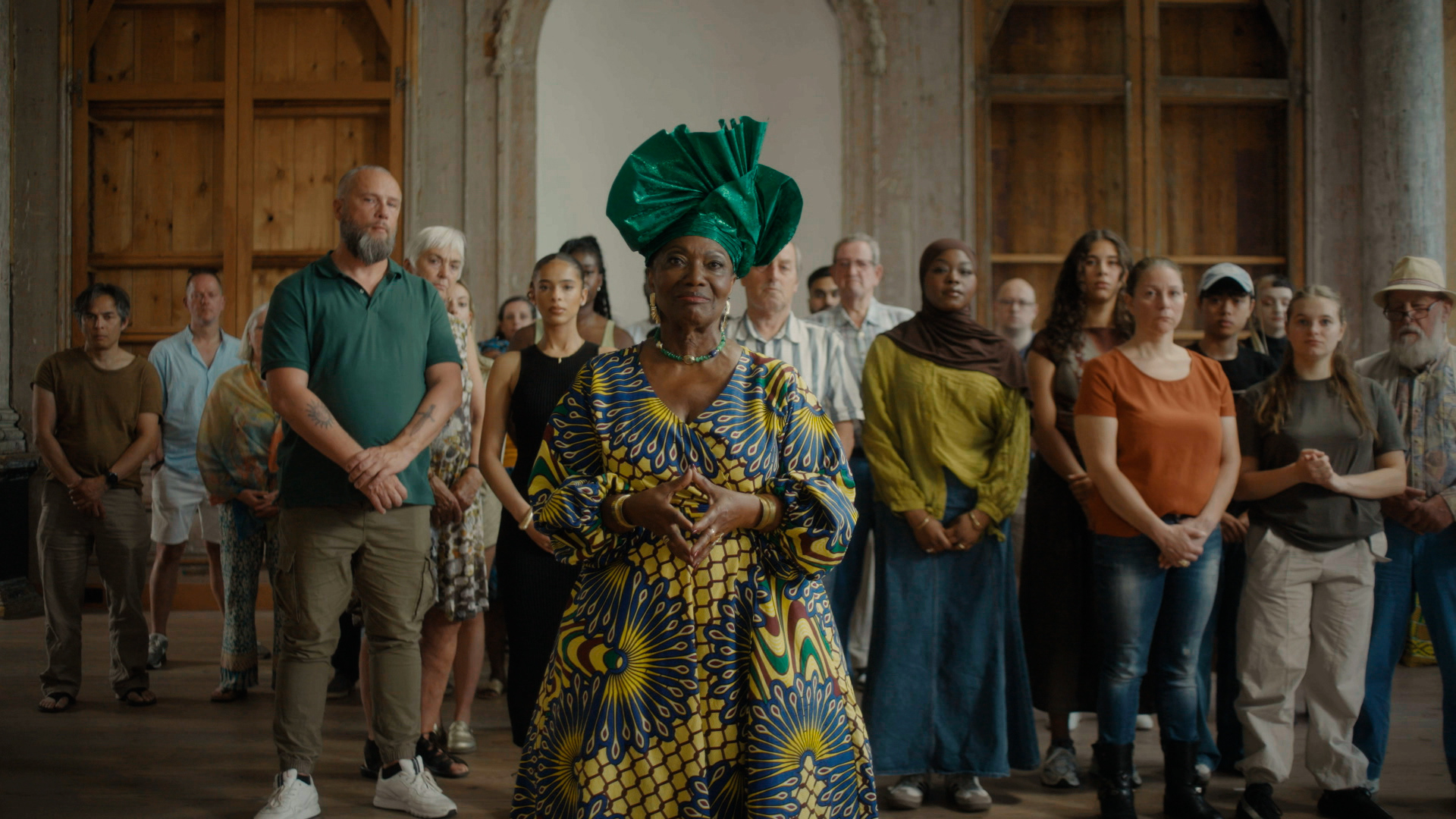
Keti Koti '24

Op 31 maart 2021 werd bekend dat Omroep ZWART de vereiste 50.000 leden had behaald om in aanmerking te komen voor toelating tot de NPO. In juli 2021 ontving de omroep een voorlopige erkenning van toenmalig minister Arie Slob van Basis- en Voortgezet Onderwijs en Media. Er werd aangekondigd dat ZWART vanaf 2022 zendtijd zou krijgen op de Nederlandse publieke televisie en voorlopig erkend zou worden als aspirant-omroep. Dit besluit volgde op adviezen van de NPO, de Raad voor Cultuur en het Commissariaat voor de Media. Tegelijkertijd kreeg ook Ongehoord Nederland een plek binnen het bestel. Deze omroeperkenning geldt tot en met 2026. In november 2021 zette ZWART alvast een stap in de richting van haar zendtijd met een online marathonuitzending.

## Missie
De naam Omroep ZWART is een bewuste keuze die verder gaat dan de traditionele betekenis van het woord "zwart". In plaats van de vaak negatieve connotaties van "zwart" te benadrukken, wil de omroep de kracht, inspiratie en verbinding die deze term kan oproepen, onder de aandacht brengen. Volgens Omroep ZWART is "zwart" niet zozeer een kleur, maar een gebrek aan licht. Dit vormt de basis van hun missie: het aan het licht brengen van onderbelichte verhalen uit de samenleving. In een wereld waar veel perspectieven in de schaduw blijven, richt Omroep ZWART de schijnwerper op de verhalen die vaak over het hoofd worden gezien. De nadruk wordt hier gelegd in het omarmen van verschillen ongeacht kleur, afkomst, seksuele geaardheid, geloofsovertuiging of beperking. Door deze vergeten verhalen te vertellen, hoopt de omroep nieuwe inzichten en verbindingen te creëren.

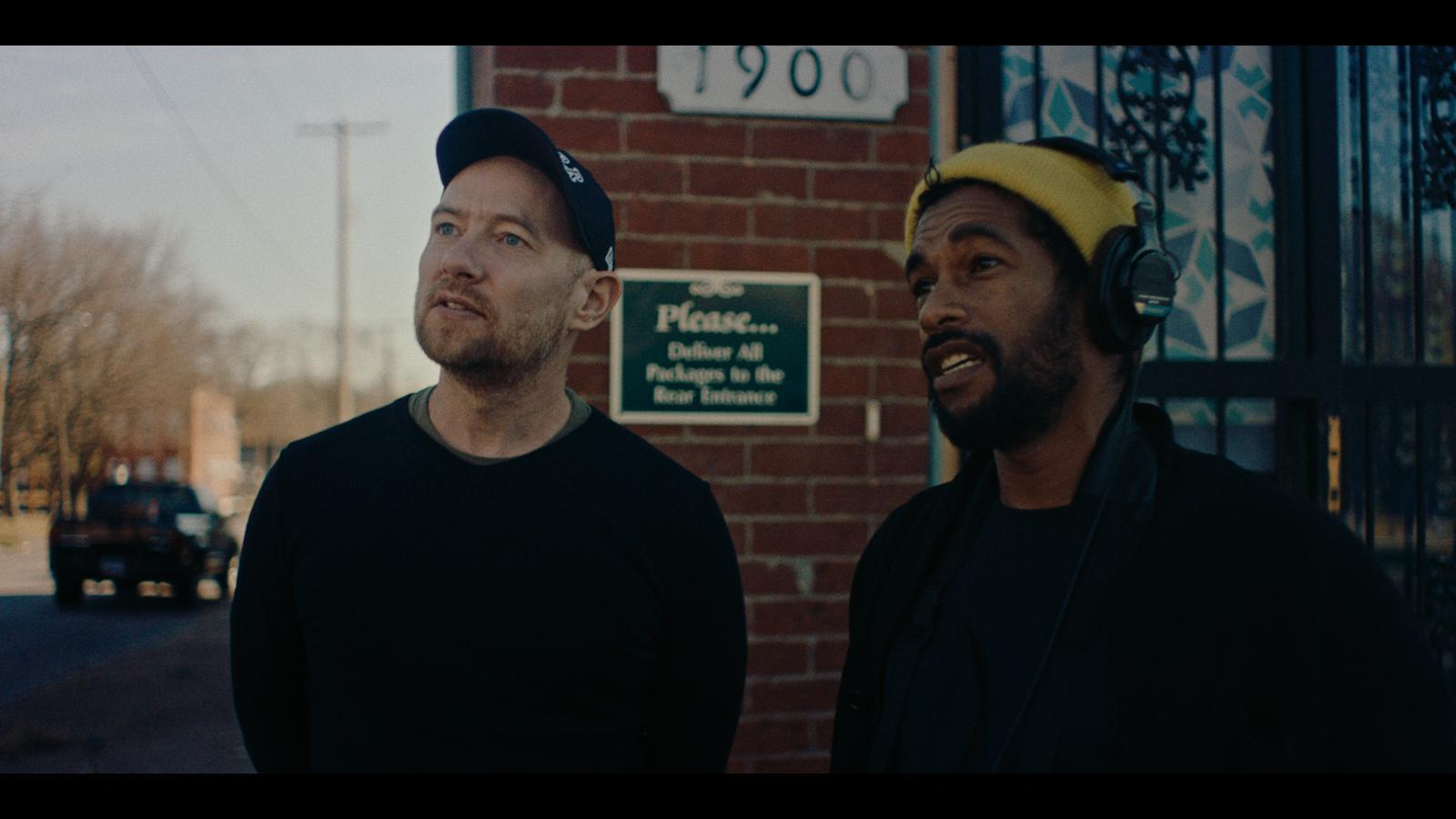
Finbarr en Martijn - Ondergrondse Sporen

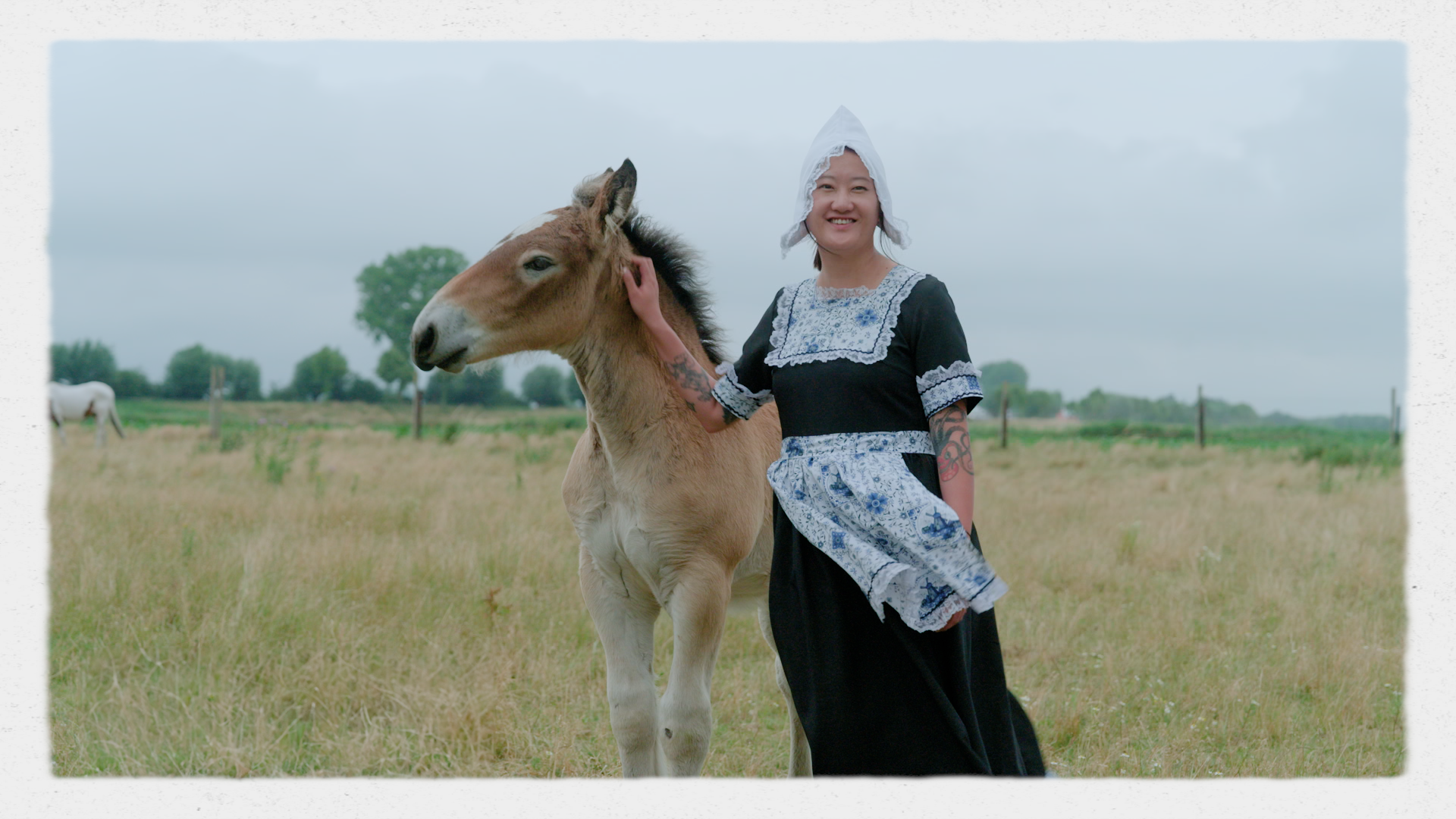
Qian van Binsbergen - De Afhaalchinees

Een belangrijk doel van Omroep ZWART is het bevorderen van diversiteit binnen de Nederlandse media. Het zien van verschillende soorten mensen op televisie, waarmee verschillende groepen zich kunnen identificeren, heeft een positieve invloed op het zelfbeeld en helpt vooroordelen en stereotypen te doorbreken. De omroep biedt niet alleen een platform voor vaak onderbelichte verhalen, maar creëert ook rolmodellen voor jongere generaties. Zoals Ansah zegt: "We geven nieuwe helden de ruimte om recht te zetten wat scheef is." Ook benadrukt hij: "You can't be what you can't see." Bekende presentatoren van Omroep ZWART zijn onder andere Veronica van Hoogdalem, Quinty Misiedjan, Natasja Gibbs, Nawa Sira van Sluijs, en Mandy Woelkens. Hun aanwezigheid op tv zorgt voor herkenning en biedt rolmodellen voor kijkers van verschillende achtergronden. Daarnaast dragen tv-makers zoals Qian van Binsbergen, Pavan Marhe, Feroz Amirkhan, Martijn Blekendaal, en Finbarr Wilbrink bij aan het vergroten van de zichtbaarheid van minderheidsgroepen door onderwerpen te behandelen die vaak buiten de mainstream media vallen.
In muziekprogramma’s zoals Podium ZWART en That's My Jam spelen de gasten, die verschillende muzikale genres vertegenwoordigen, een sleutelrol in het tonen van de veelzijdigheid van de culturele en muzikale scene in Nederland. Bovendien richt Omroep ZWART zich op de figuren en verhalen die de basis vormen voor veel van de programma’s zelf. Deze verhalen geven ruimte aan mensen wiens ervaringen vaak niet in de reguliere media aan bod komen, zoals culturele pioniers of mensen die maatschappelijke verandering teweegbrengen.
Omroep ZWART streeft er niet alleen naar de inhoud van haar programma's te diversifiëren, maar ook om de mensen achter de schermen te laten reflecteren wat de samenleving werkelijk is. Wanneer de besluitvormers in de media niet representatief zijn voor de diversiteit van de samenleving, bestaat het risico dat belangrijke perspectieven verloren gaan of verkeerd worden weergegeven. Door diversiteit op alle niveaus van productie te omarmen, zorgt Omroep ZWART voor een eerlijker en completer verhaal van de maatschappij en bevordert het de inclusie van verschillende perspectieven.

## Samenwerkingen

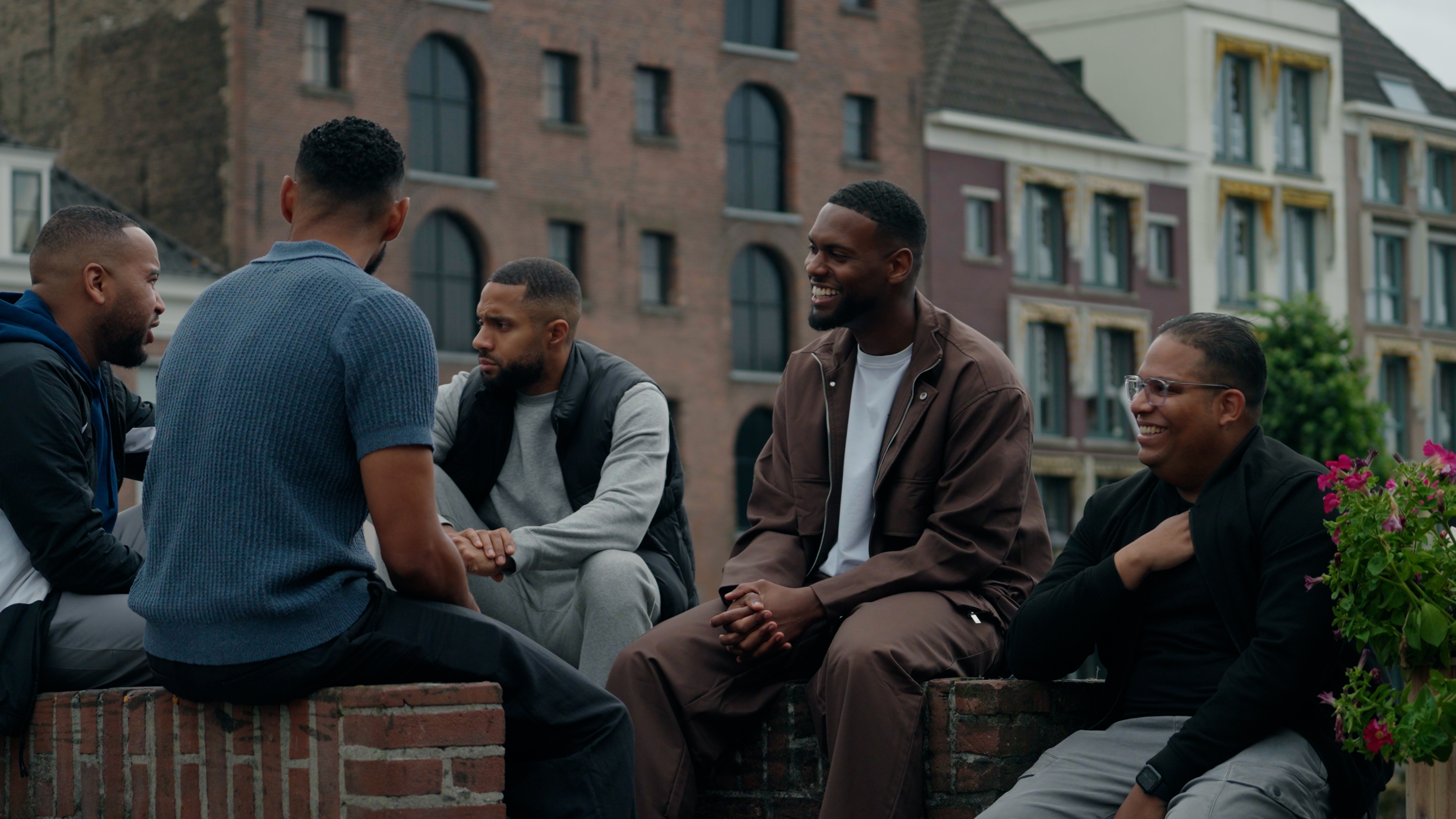
Wat Praat Jij

Na het behalen van 50.000 leden in 2022 werd Omroep ZWART erkend als aspirant omroep, zoals de Mediawet voorschrijft. Dit betekent dat de omroep een samenwerking moest aangaan met een bestaande omroep. BNNVARA biedt organisatorische ondersteuning aan Omroep ZWART sinds deze is toegelaten tot het publieke bestel, maar de omroep blijft redactioneel zelfstandig en volledig onafhankelijk van BNNVARA.
Daarnaast werkt Omroep ZWART samen met de EO, HUMAN en KRO-NCRV om verschillende programma's te realiseren. Zo was in 2023 de viering van Keti Koti op NPO1 te zien, in samenwerking met de EO. In 2024 werd het programma Ketens met Natasja Gibbs, in samenwerking met HUMAN uitgezonden, en maakte Omroep ZWART verschillende afleveringen voor Spot On van KRO-NCRV.

## Programmering
Sinds 2022 zendt ZWART programma's uit bij de NPO. Op 2 januari 2022 werd het allereerste programma van Omroep ZWART, De Nacht is ZWART, uitgezonden op NPO Radio 1. Op vrijdag 27 mei werd het eerste televisieprogramma uitgezonden, Podium Zwart op NPO 3, een latenight muziek- en cultuurprogramma gepresenteerd door Glen Faria en Veronica van Hoogdalem. De programma’s van omroep ZWART zijn inmiddels niet alleen te horen op de radio, maar ook te zien op NPO 1, 2 en 3, NPO Start en diverse online platforms.

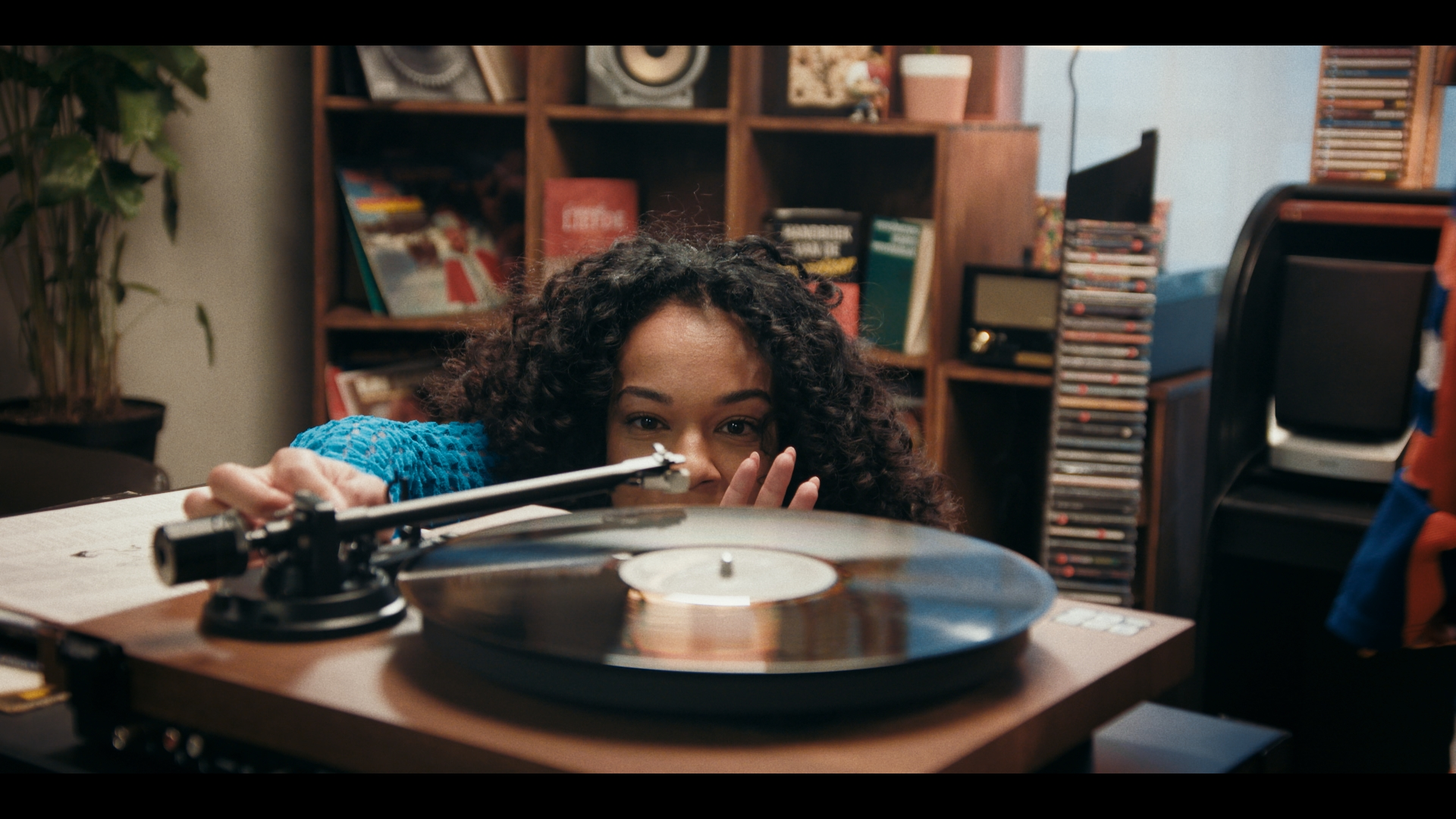
Veronica van Hoogdalem - Podium ZWART

De volgende programma's worden uitgezonden door Omroep ZWART:

## Controverse en kritiek

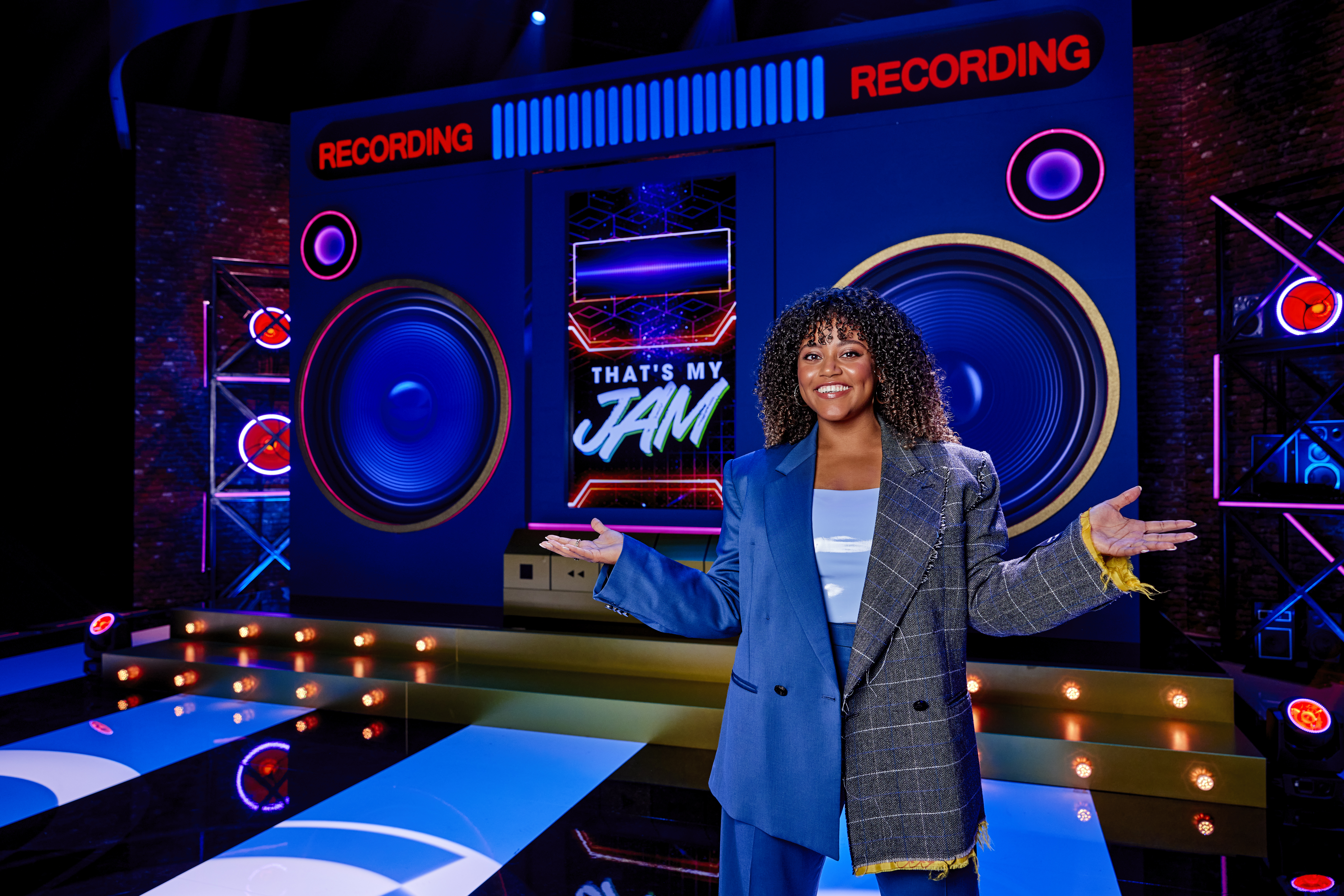
Quinty Misiedjan - That's my Jam

## Toekomstperspectief

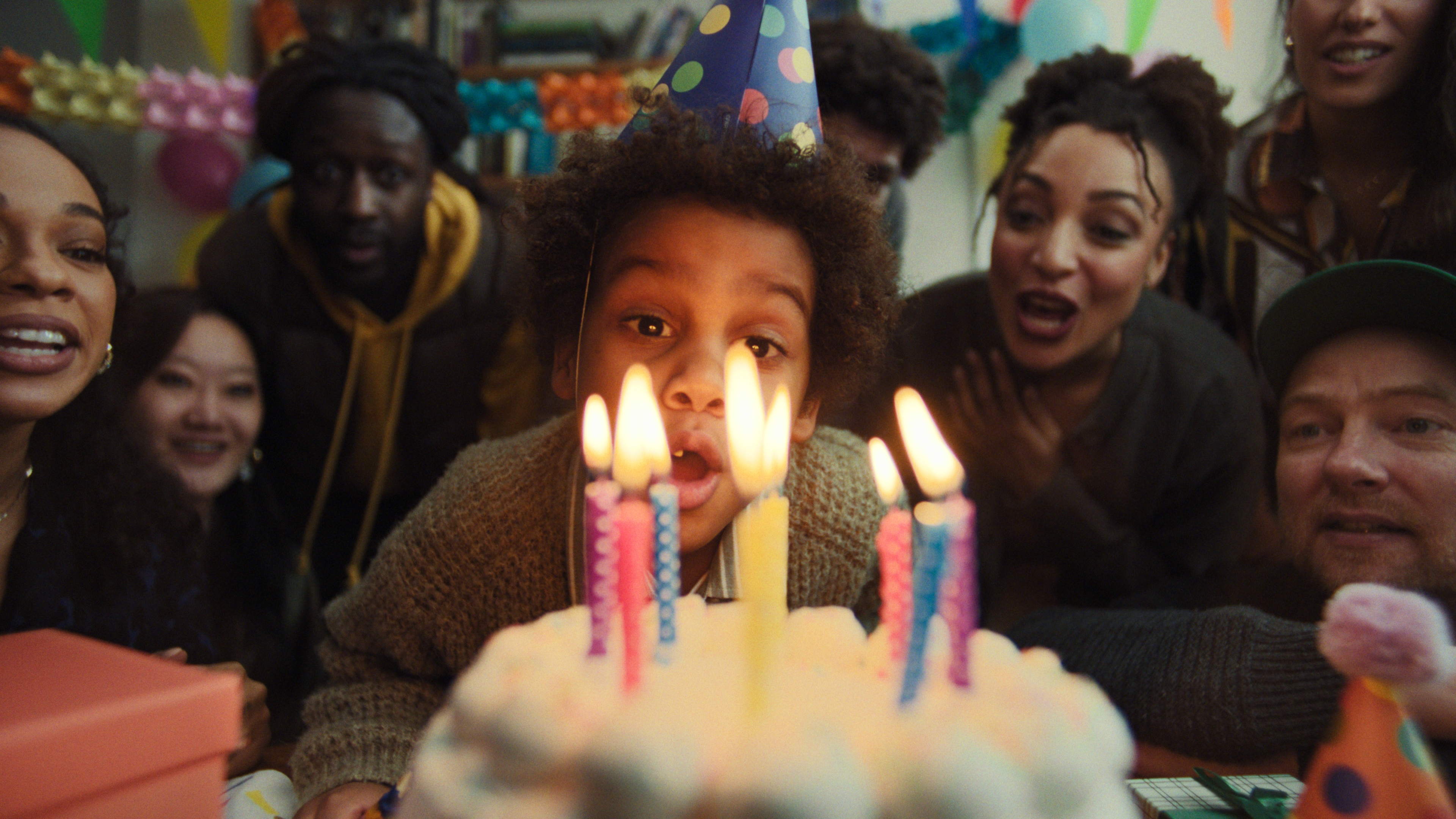
It Takes a Village to Raise a Child - ZWART 5 Jaar

### Radioprogramma's
| Programma         | Zender      | Eerste uitzenddatum | Producent/omroep   |
| ----------------- | ----------- | ------------------- | ------------------ |
| De Nacht is ZWART | NPO Radio 1 | 22 jan 2022 - heden | Omroep ZWART       |
| Wat Anders        | NPO 3FM     | 16 okt 2022 - heden | Omroep ZWART / 3FM |
| Met Mandy         | NPO Radio 1 | 11 feb 2024 - heden | Omroep ZWART       |

### Podcasts
| Programma                                        | Zender      | Eerste uitzenddatum | Producent/omroep           |
| ------------------------------------------------ | ----------- | ------------------- | -------------------------- |
| Rouwrituelen                                     | NPO Luister | nov 2022            | Omroep ZWART               |
| Sporen                                           | NPO 3FM     | dec 2022            | Omroep ZWART / Micky Media |
| Geluk gezocht                                    | NPO Luister | mei 2023            | Omroep ZWART               |
| In Afrika Besta Ik Niet                          | NPO Luister | nov 2023            | Omroep ZWART               |
| Opgezwolle Eigen Wereld: De Rest Is Geschiedenis | NPO Luister | jan 2024            | Omroep ZWART               |
| Supergaande Brainfarts                           | NPO Luister | feb 2024            | Omroep ZWART               |
| Radio Pedis                                      | NPO Luister | mei 2024            | Omroep ZWART               |
| THC Artikel 140: De Rest Is Geschiedenis         | NPO Luister | april 2025          | Omroep ZWART               |

### Televisieprogramma's
| Programma                                     | Zender                        | Eerste uitzenddatum | Producent/omroep       |
| --------------------------------------------- | ----------------------------- | ------------------- | ---------------------- |
| Podium ZWART                                  | NPO3 / Podium ZWART (YouTube) | mei 2022 - heden    | Omroep ZWART           |
| Riches                                        | NPO3 / NPO Plus               | 14 mei 2022         | Amazon Prime Video     |
| Idris Elba's Fight School                     | NPO3                          | 12 aug 2022         | Hassan Ghazi           |
| (Voor Altijd) Een Gat in Mijn Hart            | NPO Start                     | okt 2022            | Omroep ZWART / 2Doc    |
| Hoe … is Nederland?                           | NPO3 / NPO Start / NPO Plus   | 25 apr 2023         | Omroep ZWART           |
| Homerun Curaçao                               | NPO3 / NPO Start / NPO Plus   | mei 2023            | Omroep ZWART           |
| Fight the Power: How HipHop Changed the World | NPO2 / NPO Start / NPO Plus   | 05 mei 2023         | BBC Studios            |
| Herdenk Keti Koti                             | NPO Start                     | 30 jun 2023         | Omroep ZWART / EO      |
| Vier Keti Koti                                | NPO 1                         | 01 jul 2023         | Omroep ZWART / EO      |
| Kokomo City                                   | NPO2 / NPO Start / NPO Plus   | 31 jul 2023         | D. Smith               |
| Lil Nas X: Long Live Montero                  | NPO2 / NPO Start / NPO Plus   | 09 aug 2023         | Omroep ZWART           |
| KULT                                          | NPO Start                     | sep 2023            | Omroep ZWART           |
| Nelson Mandela: Hoop of Hype                  | NPO2                          | 03 dec 2023         | Omroep ZWART           |
| That's my Jam                                 | NPO1 / NPO Start              | dec 2023 - heden    | Omroep ZWART           |
| Dreaming Whilst Black                         | NPO Start                     | feb 2024            | BBC Three              |
| Aut There                                     | NPO Start                     | mrt 2024            | Omroep ZWART / 2Doc    |
| Safe Home                                     | NPO Start / NPO Plus          | 18 mei 2024         | SBS                    |
| Keti Koti '24                                 | NPO Start / NPO Plus          | 1 jul 2024          | Omroep ZWART           |
| De Battle naar Parijs                         | NPO2 / NPO Start / NPO Plus   | 08 jul 2024         | Omroep ZWART           |
| Disco: Soundtrack of A Revolution             | NPO2 / NPO Start / NPO Plus   | 11 jul 2024         | BBC Studios            |
| De Afhaalchinees                              | NPO3 / NPO Start / NPO Plus   | 29 aug 2024         | Omroep ZWART           |
| Ondergrondse Sporen                           | NPO Start                     | 31 aug 2024         | Omroep ZWART           |
| Sexotisch                                     | NPO Start                     | 6 nov 2024          | Omroep ZWART           |
| Nomade in Niemandsland                        | NPO2 / NPO Start              | 14 nov 2024         | Omroep ZWART / 2Doc    |
| Ketens                                        | NPO2 / NPO Start              | 31 okt 2024         | Omroep ZWART / HUMAN   |
| Big Time: De NBA Droom van Jesse Edwards      | NPO3 / NPO Start              | 15 dec 2024         | Omroep ZWART           |
| Vals Paradijs                                 | NPO2 / NPO Start              | 19 jan 2025         | Omroep ZWART           |
| Date on Stage                                 | NPO3 / NPO Start              | 30 mrt 2025         | Omroep ZWART           |
| De Afhaalchinees: Thuisbezorgd                | NPO3 / NPO Start              | 8 mei 2025          | Omroep ZWART           |
| 5 Jaar na BLM: Echo's van de Dam              | NPO3 / NPO Start              | 1 juni 2025         | Omroep ZWART / BNNVARA |
| Indië Verloren: Selling A Colonial War        | NPO2 / NPO Start              | 1 augustus 2025     | Omroep ZWART / 2Doc    |
| De Nieuwe Generaties van Suriname             | NPO3 / NPO Start              | 8 september 2025    | Omroep ZWART / VPRO    |

### Online
| Programma                      | Zender                              | Eerste uitzenddatum | Producent/omroep        |
| ------------------------------ | ----------------------------------- | ------------------- | ----------------------- |
| Once Upon A Timeline           | ZWART (YouTube)                     | 20 okt 2022         | Omroep ZWART / NPO3     |
| Op Mijn Lijf Geschreven        | ZWART (YouTube)                     | 8 mei 2023          | Omroep ZWART            |
| Stemmingmakers                 | ZWART (YouTube)                     | 29 sep 2023         | Omroep ZWART / NPO3     |
| GAZA: Strijd voor Hoop         | ZWART (YouTube)                     | 21 nov 2023         | Omroep ZWART            |
| Gelukkig Gevlucht (Spot On)    | NPO Start                           | jan 2024            | Omroep ZWART / KRO-NCRV |
| Niet Mijn Schuld               | NPO Start / 3LAB (YouTube)          | 24 apr 2024         | Omroep ZWART / 3LAB     |
| Wat Praat Jij?                 | 3LAB (YouTube)                      | 06 okt 2024         | Omroep ZWART / 3LAB     |
| Bori                           | NPO Start                           | 30 okt 2024         | Omroep ZWART            |
| Ik Besta Niet                  | NPO Start / 3LAB (YouTube)          | 09 sep 2024         | Omroep ZWART / 3LAB     |
| DEAR SUMMER                    | NPO3 (YouTube)                      | 10 nov 2024         | Omroep ZWART / 3LAB     |
| Nog Lang en Gelukkig (Spot On) | NPO Start / ZWART (YouTube)         | 18 dec 2024         | Omroep ZWART / KRO-NCRV |
| NAV (Naar Aanleiding Van)      | Instagram, TikTok, YouTube, BlueSky | 10 jan 2025         | Omroep ZWART            |